# Österreichische Alpine Skimeisterschaften 1988
Bei den Österreichischen Alpinen Skimeisterschaften 1988 fanden am 1. und 2. Februar die technischen Disziplinen Slalom und Riesenslalom am Hochkar in der Gemeinde Göstling an der Ybbs statt. Ursprünglich hätten diese Wettbewerbe in Hollenstein an der Ybbs durchgeführt werden sollen. Die Super-Gs waren für den 14. Februar in Lackenhof am Ötscher geplant, mussten jedoch wegen Schneemangels nach Eben im Pongau verlegt werden. Die Abfahrten wurden am 25. Februar in Oberndorf in Tirol ausgetragen. Wegen der Olympischen Winterspiele waren bei den Speedbewerben keine Spitzenläufer am Start. Beim Herrenslalom und Damenriesenslalom verhinderte die zeitgleiche Angelobung für die Spiele in der Wiener Hofburg ein Antreten der Olympiateilnehmer. Lediglich beim Riesenslalom der Herren und beim Slalom der Damen waren auch Olympiateilnehmer am Start.

## Herren

### Abfahrt
| Platz | Name                    | Zeit        |
| ----- | ----------------------- | ----------- |
| 1     | Andreas Evers           | 2:03,64 min |
| 2     | Rudolf Huber            | 2:03,88 min |
| 3     | Peter Runggaldier (ITA) | 2:04,04 min |
| 4     | Kristian Ghedina (ITA)  | 2:04,24 min |
| 5     | Alberto Ghidoni (ITA)   | 2:04,26 min |
| 6     | Werner Perathoner (ITA) | 2:04,77 min |
| 7     | Patrick Ortlieb         | 2:04,84 min |
| 8     | Hannes Trinkl           | 2:04,91 min |
| 9     | Colturi (ITA)           | 2:05,13 min |
| 100   | Pietro Vitalini (ITA)   | 2:05,18 min |

Datum: 25. Februar 1988

Ort: Oberndorf in Tirol

### Super-G
| Platz | Name               | Zeit        |
| ----- | ------------------ | ----------- |
| 1     | Guido Hinterseer   | 1:18,29 min |
| 2     | Bruno Kernen (SUI) | 1:18,72 min |
| 3     | Hans Stuffer (BRD) | 1:18,93 min |
| 4     | Walter Gugele      | -           |
| 5     | Hans Enn           | -           |

Datum: 12. Februar 1988

Ort: Eben im Pongau
Der Super-G war ursprünglich für 14. Februar in Lackenhof am Ötscher geplant, musste jedoch wegen Schneemangels verlegt werden.

### Riesenslalom
| Platz | Name                | Zeit |
| ----- | ------------------- | ---- |
| 1     | Christian Orlainsky | -    |
| 2     | Rudolf Nierlich     | -    |
| 3     | Helmut Mayer        | -    |

Datum: 2. Februar 1988

Ort: Hochkar

### Slalom
| Platz | Name                | Zeit |
| ----- | ------------------- | ---- |
| 1     | Dietmar Köhlbichler | -    |
| 2     | Christian Orlainsky | -    |
| 3     | Roland Pfeifer      | -    |

Datum: 1. Februar 1988

Ort: Hochkar

### Kombination
Die Kombination setzt sich aus den Ergebnissen von Slalom, Riesenslalom und Abfahrt zusammen.
| Platz | Name               |
| ----- | ------------------ |
| 1     | Ernst Riedlsperger |

## Damen

### Abfahrt
| Platz | Name                         | Zeit        |
| ----- | ---------------------------- | ----------- |
| 1     | Christine Zangerl            | 1:18,43 min |
| 2     | Barbara Sadleder             | 1:18,91 min |
| 3     | Veronika Vitzthum            | 1:18,97 min |
| 4     | Katja Seizinger (BRD)        | 1:19,40 min |
| 5     | Astrid Geisler               | 1:19,42 min |
| 6     | Katharina Gutensohn          | 1:19,54 min |
| 7     | Andrea Schwarzenberger (BRD) | 1:19,82 min |
| 8     | Andrea Laiminger             | 1:19,94 min |
| 9     | Karin Köllerer               | 1:19,99 min |
| 100   | Martina Augustin (BRD)       | 1:20,00 min |

Datum: 25. Februar 1988

Ort: Oberndorf in Tirol

### Super-G
| Platz | Name                | Zeit        |
| ----- | ------------------- | ----------- |
| 1     | Christine Zangerl   | 1:24,09 min |
| 2     | Katharina Gutensohn | 1:24,10 min |
| 3     | Ingrid Salvenmoser  | 1:24,59 min |

Datum: 12. Februar 1988

Ort: Eben im Pongau
Der Super-G war ursprünglich für 14. Februar in Lackenhof am Ötscher geplant, musste jedoch wegen Schneemangels verlegt werden.

### Riesenslalom
| Platz | Name               | Zeit |
| ----- | ------------------ | ---- |
| 1     | Ingrid Salvenmoser | -    |
| 2     | Birgit Wolfram     | -    |
| 3     | Ingrid Stöckl      | -    |

Datum: 1. Februar 1988

Ort: Hochkar

### Slalom
| Platz | Name             | Zeit |
| ----- | ---------------- | ---- |
| 1     | Claudia Strobl   | -    |
| 2     | Anni Kronbichler | -    |
| 3     | Elfriede Eder    | -    |

Datum: 2. Februar 1988

Ort: Hochkar

### Kombination
Die Kombination setzt sich aus den Ergebnissen von Slalom, Riesenslalom und Abfahrt zusammen.
| Platz | Name           |
| ----- | -------------- |
| 1     | Karin Köllerer |